# Andrew Bryniarski
Andrew Bryniarski est un acteur, producteur et ancien culturiste américain né le 13 février 1969 à Philadelphie, en Pennsylvanie (États-Unis).

## Biographie
Né en 1969 et doté d'un physique impressionnant (1,96 m, 125 kg), il endosse souvent des rôles de méchant, de brute ou de tueur psychopathe comme dans Massacre à la tronçonneuse.
Il est notoirement connu pour le rôle de Zangief dans Street Fighter - L'ultime combat, dans lequel ses répliques et le caractère comique de son personnage donne lieu à des memes d'exception .

## Filmographie

### comme acteur
- 1990 : Dragonfight (pl) : un spectateur de la bagarre de bar
- 1991 : Hudson Hawk, gentleman et cambrioleur (Hudson Hawk) de Michael Lehmann : Butterfinger
- 1991 : Necessary Roughness (en) de Stan Dragoti : Wyatt Beaudry
- 1992 : Batman, le défi (Batman Returns) de Tim Burton : Charles 'Chip' Shreck
- 1993 : The Program de David S. Ward : Steve Lattimer
- 1994 : Cyborg 3: The Recycler (en) de Michael Schroeder : Jocko
- 1994 : Street Fighter - L'ultime combat (Street Fighter) de Steven E. de Souza : Zangief
- 1995 : Fièvre à Columbus University (Higher Learning) de John Singleton : Knocko
- 1999 : L'Enfer du dimanche (Any Given Sunday) de Oliver Stone : Patrick 'Madman' Kelly
- 2001 : Pearl Harbor de Michael Bay : Joe, un boxeur
- 2002 : Rollerball de John McTiernan : Halloran
- 2002 : The Lobo Paramilitary Christmas Special : Lobo
- 2002 : Scooby-Doo : Cavern Henchman
- 2002 : Black Mask 2: City of Masks de Tsui Hark : Iguana / Daniel Martinez
- 2003 : 44 Minutes de terreur (44 Minutes: The North Hollywood Shoot-Out) (TV) : Larry Eugene Phillips Jr.
- 2003 : Massacre à la tronçonneuse (The Texas Chainsaw Massacre) de Marcus Nispel : Thomas Hewitt (Leatherface)
- 2004 : The Curse of El Charro de Rich Ragsdale : El Charro
- 2005 : Seven Mummies : Blade
- 2006 : Massacre à la tronçonneuse : Le Commencement (The Texas Chainsaw Massacre: The Beginning) de Jonathan Liebesman : Thomas Hewitt/leatherface
- 2008 : Chasing 3000 (en) de Gregory J. Lanesey : un membre de gang
- 2008 : Stiletto (en) de Nick Vallelonga : Nazi Biker 'Killer'

### comme producteur
- 2004 : The Curse of El Charro
- 2005 : Seven Mummies

## Distinction

### Nomination
- 2004 - MTV Movie Awards: Best Vilain (meilleur méchant) pour Massacre à la tronçonneuse.